# Elson Becerra
Elson Evelio Becerra Vaca (Cartagena, 26 april 1978 – aldaar, 8 januari 2006) was een Colombiaans voetballer.

## Clubcarrière
Becarra speelde voor Deportes Tolima en Atlético Junior. Sinds 2003 kwam hij uit voor Al Jazira uit de Verenigde Arabische Emiraten.

## Interlandcarrière
Becerra maakte deel uit van de Colombiaanse nationale ploeg die in 2001 de Copa America won. Twee jaar later speelde hij in de Confederations Cup, waar hij opviel door zijn (vergeefse) poging het leven van Marc-Vivien Foé te redden. In totaal speelde Becerra vijftien interlands voor Colombia. Hij maakte zijn debuut op 15 augustus 2000 in de met 1-0 gewonnen WK-kwalificatiewedstrijd tegen Uruguay. Het enige doelpunt in die wedstrijd kwam in de 72ste minuut op naam van Jairo Castillo.

## Moord
In januari 2006 werden Becerra en een vriend in een discotheek in zijn geboortestad Cartagena doodgeschoten. Kennelijk hadden zij enkele dagen eerder ruzie gehad met een groep mannen, die hen daarna in de discotheek wist te vinden. Moorden komen in Colombia veel voor, en ook voetballers zijn regelmatig het slachtoffer. In 1994 werd Andrés Escobar vermoord nadat zijn eigen doelpunt mede tot de uitschakeling van het land bij het WK had geleid. Een ander bekend slachtoffer was Albeiro Usuriaga in 2004.